# Армяне в Грузии
Армяне в Грузии (арм. Հայերը Վրաստանում, з.-арм. Վրաստանի Հայերը, груз. სომხები საქართველოში) — жители Грузии армянского происхождения. Согласно переписи 2014 года, общая доля армян в Грузии составляло около 4,5% от общей численности населения Грузии (3 713 804 человека), или 168 102 человека. Армянские общины существовали в Грузии еще с античных времен, а южные области современной Грузии в древности входили в состав античной Армении и здесь исторически проживали армяне. Однако русско-турецкие войны и Первая мировая война привели к появлению большого количества армянских беженцев, поселившихся в Грузии; Число армян в Грузии продолжало расти в XX веке, достигнув 437 271 в 1989 году. Однако распад Советского Союза и беспорядки в Грузии привели к существенному сокращению армянского населения. Сегодня они проживают в разном количестве в городах и регионах страны, особенно в Самцхе-Джавахети, Тбилиси и Абхазии.

## История

### Средневековье
История армяно-грузинских политических, культурных и этнических контактов насчитывает более 2 тысячелетий. Две народа  — армяне и грузины, соприкасались в приграничных территориях, таких как Тайк и Гугарк. После падения Армянского царства с XI столетия начинается миграция армян из Армении. Тогда армяне прибывают также в Грузию. В 1065 году к Грузинскому царству отошли некоторые области армянского Ташир-Дзорагетского царства а в 1118 году царь Грузии Давид Строитель аннексировал также его южную часть вместе с крепостью Лори. Из «Географии Грузии» Вахушти Багратиони следует, что в XVII—XVIII веках армяне в основном жили в окрестностях Кциа-Бердуджи, в Ташири, Чихори, Сачхере, Кутаиси и др. В 1779 году, во время своего похода на Эривань, царь Грузии Ираклий II переселил в Грузию часть армянского населения Эриванского ханства. В 1795 году в результате походов Ага Мохаммед хана и междоусобной борьбы феодальных правителей более 700 армянских семей из Карабаха были вынуждены эмигрировать на свободные земли в Болниси. Согласно Джорджу Бурнутяну, в период с 1795 по 1827 год с территории Эриванского ханства и некоторых близлежащих областей в Грузию переселилось около 20 тысяч армян.
Посетивший регион Иоган Гюльденштедт говоря об округе Храми выделял две армянонаселенные деревни Цугругашени и Цеихтала

### Армяне Грузии в XIX—XX веках
Накануне вхождения Грузии в состав Российской империи, армяне составляли абсолютное большинство в городе Тифлис. В 1803 году в Гори число армян составляло 73,2%, в Телави — 76,1%, в Сигнахи — 96,9% , так же армяне составляли абсолютное большинство в регионе Самцхе-Джавахети и компактно проживали в Аджарии, Кахетии и Марнеули. По переписи, проведенной духовенством в 1821 году, оказалось домов:
- Тифлис: грузинских и русских 417; армянских 2951
- Гори: грузинских и русских 121; армянских 331
- Телави: грузинских и русских 74; армянских 236
- Сигнахи: грузинских и русских 12; армянских 377
- По данным переписи 1959 года в Грузинской ССР жили 445 тыс. армян (в том числе 64,4 тыс. армян в Абхазии) из 4044 тыс. жителей ГССР (11,0 %)
- По данным переписи 1970 года в Грузинской ССР жили 452,3 тыс. армян (в том числе 74,9 тыс. армян в Абхазии) из 4686 тыс. жителей ГССР (9,7 %)[10]
- По переписи 1979 года — 448,0 тыс. армян (в том числе 73 тыс. армян в Абхазии) из 4993 тыс. жителей ГССР (9,0 %)
- По переписи 1989 года — 437,2 тыс. армян (в том числе 76,5 тыс. армян в Абхазии) из 5499,9 тыс. жителей ГССР (8,1 %).[11]
- По переписи 2002 года в Грузии осталось 248,9 тыс. армян (без учёта Абхазии, где осталось 44,9 тыс. армян по переписи 2003 года) или 5,7 % населения страны.

## Регионы проживания

### Самцхе-Джавахети
По переписи населения Грузии 2014 года в крае Самцхе-Джавахети жило 81,089 армян (50,5 %). Из них абсолютное большинство в двух из шести районов края: в Ахалкалакский муниципалитете — 41,870 армян или 92,90 % и Ниноцминдском муниципалитете — 23,262 армян или 94,98 % населения района. Помимо этого, в Ахалцихском муниципалитете — 12,028 чел. или 30,92 %, в Аспиндзском муниципалитете —1,381 чел. или 13,31 %, в Боржомском муниципалитете — 2,176 чел. или 8,63 %, в Адигенском муниципалитете — 372 чел. или 2,26 %.

### Тбилиси
Армянское население города значительно увеличилось с 1250—1260 годов. В 1803 году армяне составляли 92,6 % населения Тбилиси. По переписи населения Грузии 2002 года в Тбилиси было 53,409 армян (4,82 %).

### Абхазия
Республика Абхазия является частично признанным государством; Грузия, рассматривающая Абхазию как свою автономную республику, привела в данных переписи населения 2002 года сведения только по части Кодорского ущелья, контролируемой на тот момент Грузией. Власти Республики Абхазия, в свою очередь, провели перепись в 2003 году, по данным которой численность армян составила 44.870 чел. или 20,8 % населения. По другим оценкам численность армян в Абхазии составляет до 67 тыс. чел. или 31 %. В 1989 году их было 76.541 чел. или 14,6 %).

### Квемо-Картли
По переписи населения Грузии 2014 года в край Квемо-Картли — Цалкском муниципалитете проживают 7,321 армян или 38,84 % населения муниципалитета.

### Шида-Картли
В 1873 году в Гори проживало 6000 человек, из них армян 3495 армян (58,3 %), при этом исследователь А.Джавахов отмечал, что местные армяне плохо владеют родным языком. В 1893 году в городе насчитывалось 7243 жителей из которых армян уже насчитывалось 2894 человека(40,0 %). На 1881 год, в городе имелось 7 армянских церквей, армянское мужское духовное училище для мальчиков и армянская начальная школа для девочек

### Кахетия
Посетивший остатки города Греми путешественник Иоган Гюльденштедт в своем научном труде отмечал наличие пяти церквей, на которых помимо грузинских встречались и армянские надписи.
В селении Цихисдзири он отмечал наличие 3-х церквей, из которых две с армянскими надписями, и одна с грузинской. Также им было отмечено наличие множества надгробных камней и остатки домов некогда стоявших в селении

## Вопрос происхождения грузинского алфавита
Наиболее широкое распространение в мировой исторической науке получила точка зрения, основанная на армянских первоисточниках V—VII веков, согласно которым создателем первого грузинского письма — мргвловани — является Месроп Маштоц (создавший также в 405 году н. э. армянский алфавит). Эта точка зрения поддерживается крупными энциклопедиями и академическими учёными. Согласно А. Г. Периханяну и Дж. Гриппину, возможно, Месроп Маштоц не являлся прямым создателем грузинской письменности, однако последняя не могла бы возникнуть без его участия.

Негри и Гамба, характеризуя демографическую ситуацию в том же городе в первые десятилетия XIX века, свидетельствуют: «Число жителей Тифлиса свыше 20 тысяч. Из 2-х тысяч находящихся в нём домов почти все (не менее 1800) принадлежат армянам».— (М.Полиевктов и Г.Натадзе. "Старый Тифлис", Госкомиздат, 1929.)

«Очень большой процент домов, торговых и промышленных предприятий находился в руках армян…» — констатирует в своих воспоминаниях Дм. Шаликашвили— ("Свободная Грузия", 29.01.94)

Наконец, Д.Бакрадзе и И.Бердзенов удостоверяют, что большинство домов в европейском вкусе было обязано своим возникновением предприимчивости армян.— (Д.Бакрадзе и И.Бердзенов. "Тифлис в историческом и этнографическом отношениях", изд. Г.Беренштама, С-Петербург, 1870 г)

## Галерея
- Тифлисская армянка, конец XIX—начало XX века. Фото Д. И. Ермакова
- Армянка из Ахалкалаки, конец XIX века. Фото Константина Заниса
- Тифлисская армянка. Худ. Г. Г. Гагарин, XIX век